# الزكارنة (أحلاف)
الزكارنة هي إحدى مشيخات المملكة المغربية، تتبع جغرافيا لإقليم بنسليمان وإداريًا لأحلاف. يقدر عدد سكانها بـ 2828 نسمة حسب الإحصاء الرسمي للسكان والسكنى لسنة 2004.